# کلم بدو
کلم بدو (انگلیسی: Clem Beddow؛ زادهٔ اکتبر ۱۸۸۵) بازیکن فوتبال اهل بریتانیا است.
از باشگاه‌هایی که در آن بازی کرده‌است می‌توان به باشگاه فوتبال منچستر یونایتد و باشگاه فوتبال برنلی اشاره کرد.